# صبغة عشارية الأسدية
الصًبغة عشارية الأسدية (باللاتينية: Phytolacca octandra) نوع نباتي يتبع جنس الصًبغة من الفصيلة الصبغية (باللاتينية: Phytolaccaceae). النبات عالي السمية.

## البيئة والانتشار
ينتشر في جنوب أفريقيا وكل أنحاء العالم.